# Podgłębinie
Podgłębinie – kolonia w Polsce położona w województwie lubelskim, w powiecie łukowskim, w gminie Łuków.
W latach 1975–1998 miejscowość administracyjnie należała do województwa siedleckiego.